# 2-甲基-3-丁炔-2-醇
2-甲基-3-丁炔-2-醇是一种有机化合物，分子式为HC2C(OH)(CH3)2。它是一种无色液体，被归类为炔醇。 

## 制备和用途

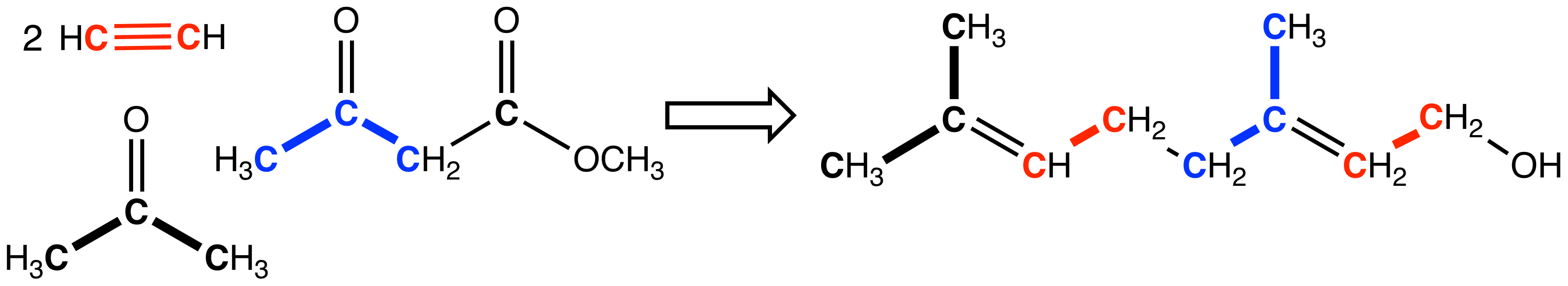
2-甲基-3-丁炔-2-醇是这条香叶醇工业路线中的中间体。

它可由乙炔与丙酮缩合而成，也可以用碱基（法沃尔斯基反应）或路易斯酸催化剂促进加成反应。2-甲基-3-丁炔-2-醇作为萜烯和萜类化合物的前体以工业规模生产。
2-甲基-3-丁炔-2-醇也用作乙炔的单保护版本。例如，在碳上芳基化后，可以用碱除去丙酮：
HC2C(OH)Me2  +  ArX  +  base  →   ArC2C(OH)Me2  + [Hbase]X
ArC2C(OH)Me2   →   ArC2H  +  OCMe2
在这方面，2-甲基-3-丁炔-2-醇的使用类似于三甲基甲硅烷基乙炔。